# Air Astana

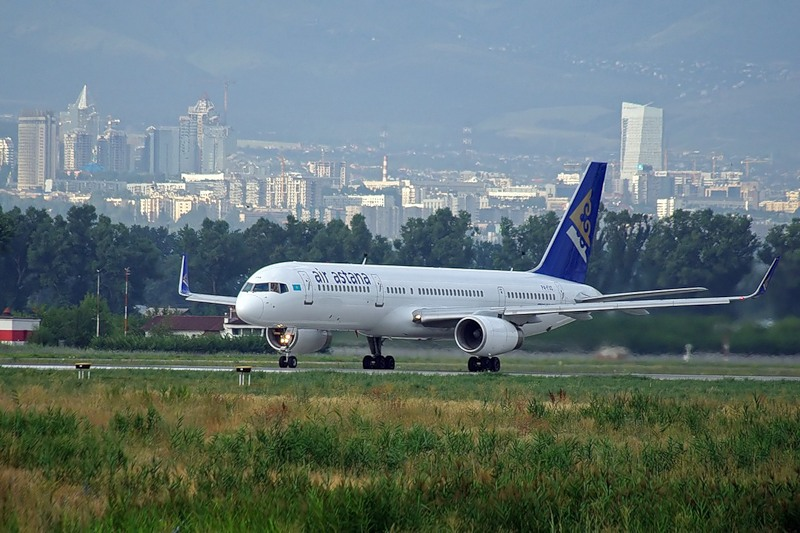
En Boeing 757 tillhörande Air Astana startar från Almaty Airport

Air Astana är ett kazakiskt flygbolag, grundat 2001. Flygbolaget är Kazakstans nationella flygbolag. Air Astana flyger både nationella och internationella flygningar. Deras huvudkvarter återfinns på Astanas internationella flygplats och Almaty International Airport. Air Astana är en av sponsorerna till cykellaget Astana Team, ett professionellt cykelstall.

## Historia
Den 15 maj 2002 tog Air Astana emot sin första beställning, tre stycken Boeing 737. Två år senare utökades flottan med tre Boeing 757 och fem Fokker 50. Fokkerplanen används mest för inrikesflygningar. Samma år blev Air Astana Kazakstans nationella flygbolag efter att det tidigare nationella flygbolaget, Air Kazakhstan gick bankrutt. En tid senare såldes 737-planen för att ge plats åt modernare Boeingplan, såsom Boeing 757 och Boeing 767. Samtidigt köptes en del Airbusplan in. 
Enligt en mätning 2007 hade Air Astana då 1761 anställda.

## Destinationer

### Asien
- Azerbajdzjan
  - Baku - Heydər Əliyevs internationella flygplats

- Förenade Arabemiraten
  - Dubai - Dubai International Airport

- Indien
  - Delhi - Indira Gandhis internationella flygplats

- Kazakstan
  - Aktau - Aktau Airport

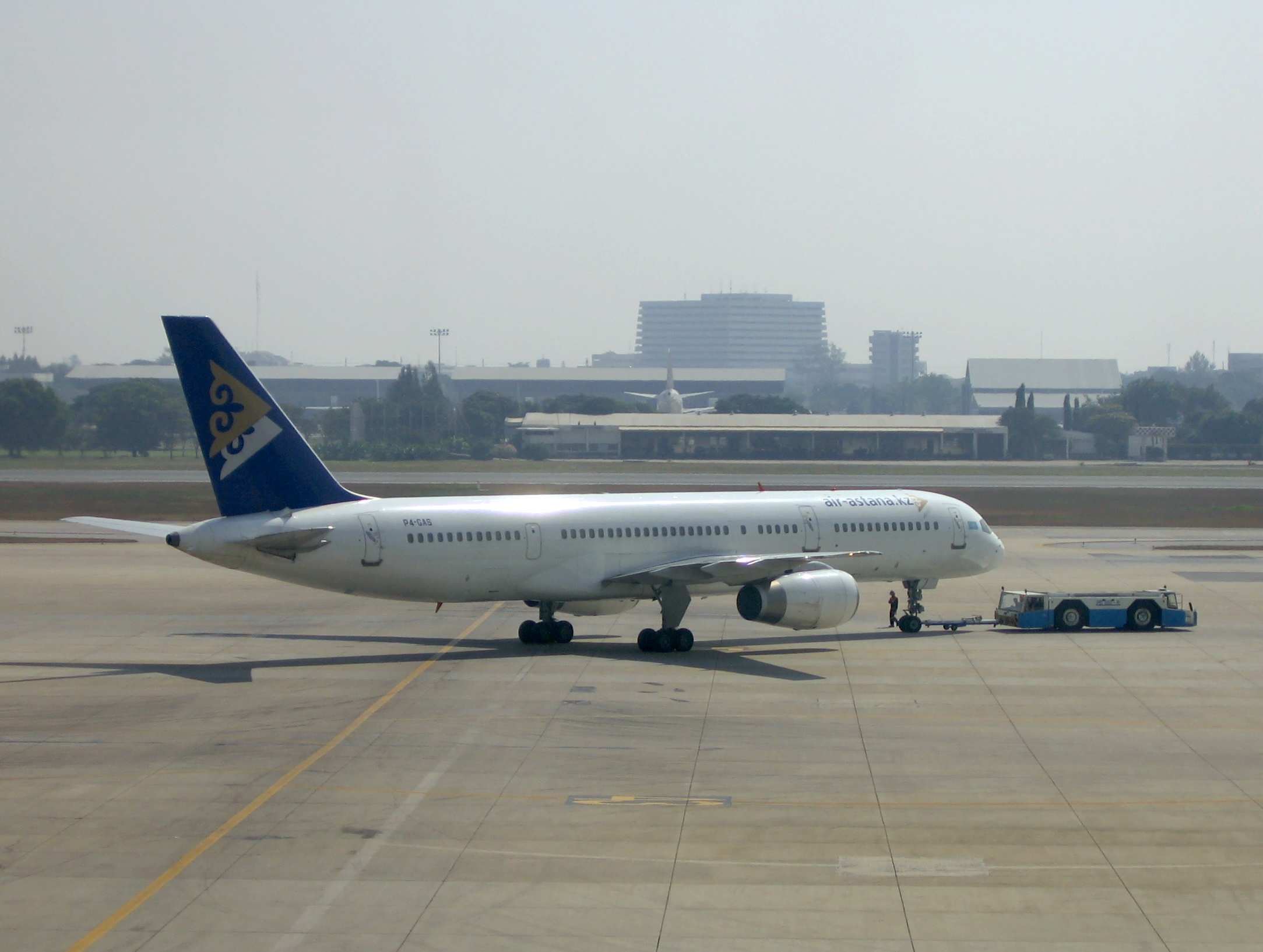
Ett av Air Astanas plan på en flygplats i Bangkok

  - Almaty - Almaty International Airport (Huvudflygplats)
  - Aqtöbe - Aktobe Airport
  - Astana - Astanas internationella flygplats (Huvudflygplats)
  - Atyraw - Atyraws flygplats
  - Oral - Oral Ak Zhol Airport
  - Oskemen - Oskemen Airport
  - Pavlodar - Pavlodar Airport
  - Petropavl - Petropavl Airport
  - Qapsjaghaj - Kapchagay North Airport
  - Qaraghandy - Sary-Arka Airport
  - Qostanaj - Kostanay Airport
  - Qyzylorda - Kyzylorda Airport
  - Semey - Semey Airport
  - Sjymkent - Shymkent International Airport
  - Zjezqazghan - Zhezkazgan Airport

- Kina
  - Peking - Pekings internationella flygplats
  - Ürümqi - Ürümqi Diwopu International Airport

- Kirgizistan
  - Bisjkek - Manas internationella flygplats

- Sydkorea
  - Seoul - Incheons internationella flygplats

- Thailand
  - Bangkok - Bangkok-Suvarnabhumis flygplats

## Europa
- Nederländerna
  - Amsterdam - Amsterdam-Schiphols flygplats

- Ryssland
  - Moskva - Sjeremetevos internationella flygplats
  - Novosibirsk - Tolmatjovos flygplats

- Storbritannien
  - London - London-Heathrow flygplats

- Turkiet
  - Antalya - Antalya Airport
  - Istanbul - Istanbul Atatürk Airport

- Tyskland
  - Frankfurt - Frankfurt Mains flygplats

## Flotta

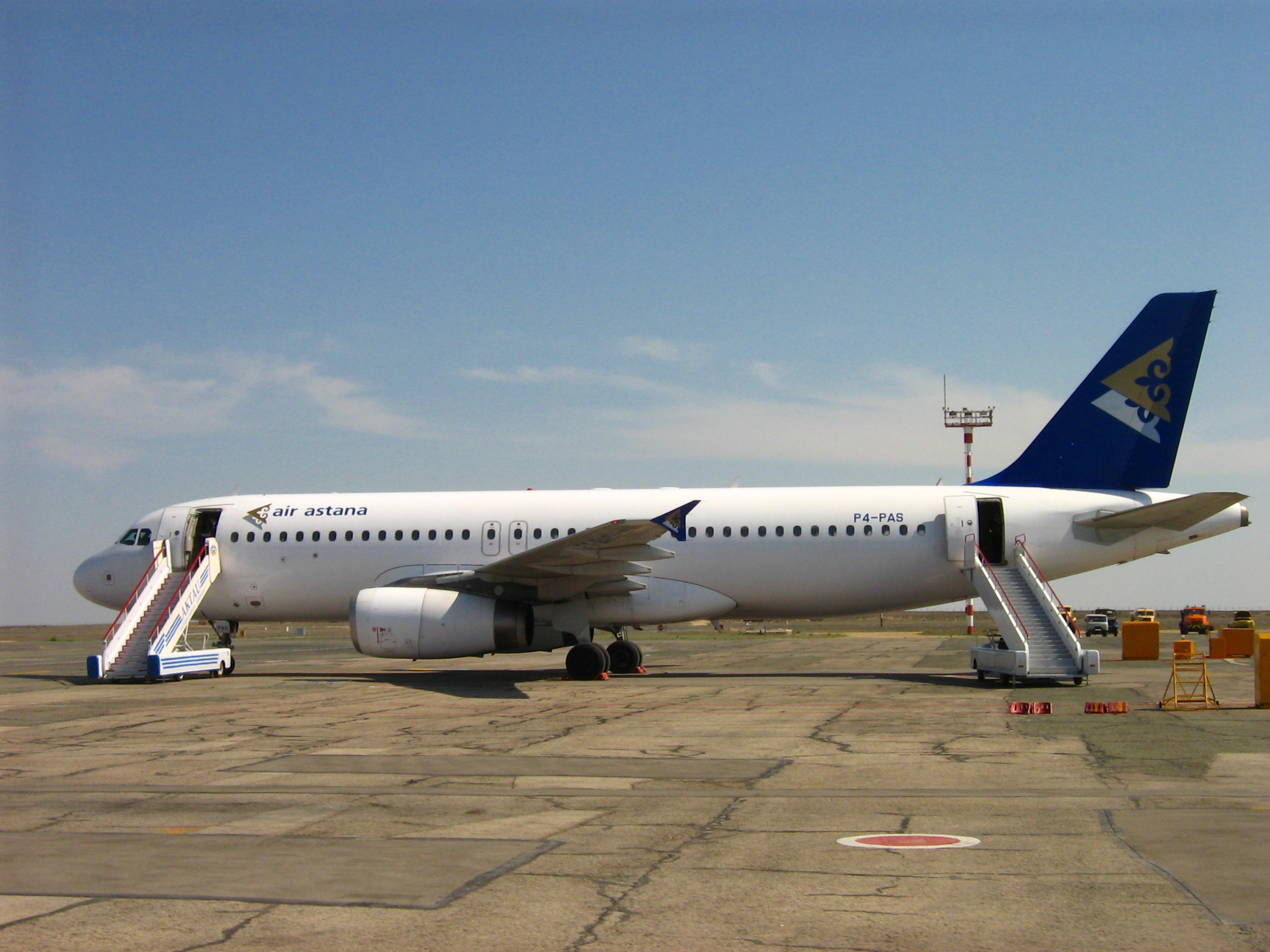
En av Air Astanas Airbus-320, det plan de har flest av.

Air Astana har en modern flotta med flera Airbus och Boeing flygplan. Detta till skillnad från övriga stater från gamla Soviet där man ofta fortfarande föredrar ryska och östproducerade plan, såsom Tupolev och Antonov.
Den 18 september 2008 har Air Astana dessa plan:
- 1st Airbus A319-132 (126 passagerare)
- 7st Airbus A320-232 (148 passagerare) (6 ytterligare beställda)
- 2st Airbus A321-231 (176 passagerare)
- 4st Boeing 757-200 (170 passagerare)
- 2st Boeing 767-300 (220 passagerare)
- 5st Fokker 50 (50 passagerare)

År 2007 köpte Air Astana in två Boeing 767-300 och åtta Airbus 320-plan i olika modeller. Efter detta skulle deras Boeing 737 säljas. År 2008 köpte de in ytterligare två Airbus 320 plan. Air Astana har beställt ytterligare sex plan ur Airbus 320 serien. Man hoppas att dessa ska anlända och tas i trafik före 2012. Målsättningen är att Air Astana skall ha över 60 plan år 2022. 

### Tidigare flotta
- 2st Boeing 737-700
- 1st Boeing 737-800

Alla dessa tre köptes av Air Berlin i december 2006.

## Incidenter
- Air Astana Flight 1388